# 人気力士大合戦!
『人気力士大合戦!』（にんきりきしだいがっせん）は、1979年から1982年まで日本テレビ系列局で正月特別番組として放送されていた日本テレビ製作のバラエティ番組である。全4回。

## 概要
相撲界の人気力士数十人が東西に分かれ、ゲームや歌のものまね披露などで競いあっていた正月特番。収録は後楽園ホールで公開形式で行われていた。
この特番はチャリティー協賛特番であり、番組中に出場力士の代表者が優勝賞金をチャリティー団体に寄付する模様が放送されていた。

## タイトルと放送日時
放送日時はいずれも日本標準時。

### 第1回
- タイトル：『勢揃い!人気力士大合戦!』
- 放送日時：1979年1月2日（火曜） 21:00 - 22:54

### 第2回
- タイトル：『おめでとう1980年 人気力士大合戦!』
- 放送日時：1980年1月5日（土曜） 19:30 - 20:54
- 備考：この回のみ『土曜スペシャル』枠で放送された。そのため、この回は唯一三が日以外での放送となった。また、番組の長さも他の回に比べて短めになっている。

### 第3回
- タイトル：『おめでとう1981年 第3回人気力士大合戦!』
- 放送日時：1981年1月2日（金曜） 21:00 - 22:54

### 第4回
- タイトル：『おめでとう1982年 第4回人気力士大合戦!』
- 放送日時：1982年1月1日（金曜） 21:02 - 22:54
- 備考：この日は、20:54の『NNNニューススポット』内の天気予報が「正月番組の紹介」に代えられ、「天気予報」が21:00 - 21:02に移動したからである[要説明]。

## 出演者

### 総合司会
- 三波伸介

### 女性司会
- 岡崎友紀
- ほか

### 女性ゲスト歌手
- 中村紘子
- 倉田まり子
- 牧村三枝子
- ほか

### キャプテン
- 星セント・ルイス
- 宮尾すすむ
- せんだみつお
- ツービート
- ほか

### 実況
- 福留功男（当時日本テレビアナウンサー）

## 競技種目
スチロール壁突進競争
発泡スチロールで出来た壁を10枚取り付けた台の端に力士が立ち、合図とともにスチロール壁を体当たりで破壊しながら走りぬけ、中央にある紙風船を早く割るゲーム。終了した後には必ず三波が「これは危険ですから、絶対真似しないで下さい」との断りを入れていた。
敵のインチキを見破れ
一方のチームの力士が4人並んで同じ行動をするのを見て、そのうちの誰が他の3人と違っているのかを相手チームの力士が当てるゲーム。例えば全員そろってバーベルを持ち上げ、他のバーベルは軽い偽物ばかりなのにそのうちの1つだけが本物であるなど。
歌合戦
両チームの力士3 - 4人が歌まねを披露。全員が終わったところで審査し、勝った方に得点。
氷袖通し競争
力士1人の着物の右袖から左袖へ氷を送るゲーム。制限時間内に多く入れた方の勝ち。ゲームの終了後、負けたチームのキャプテンは罰ゲームとして、ゲームで使われた氷を勝ちチームのキャプテンに入れられた。